# Синара (футбольный клуб)
«Сина́ра» — советский и российский футбольный клуб из города Каменска-Уральского Свердловской области.

## Названия
- 1946—1959 — «Цветмет» (1948 — «Цветные металлы»).
- 1960—1962 — «Металлург» («Металлург Востока», «Темп»[1]).
- 1963—1991 — «Салют».
- 1992—1998 — «Трубник».
- 2001—н. в. — «Синара».

## История
Основан в 1946 году. Дебют в областных соревнованиях — 50-е годы XX века. В первенстве СССР среди команд мастеров играл в 1948, 1949, 1960, 1963—1965 годах под названиями «Цветные металлы», «Цветмет», «Металлург» и «Салют».
Под названием «Трубник» команда в 1992—1993 годах выступала в турнирах первенства России среди КФК, в 1994—1997 — третьей лиге ПФЛ, а в 1998 — во Втором дивизионе. В середине сезона-98 ФК «Трубник» был снят с первенства второго дивизиона за две неявки (13 августа в Нижневартовск, 16 августа в Тобольск), в дальнейшем по финансовым причинам был расформирован.
Лучшее достижение в первенстве России — 18-е место в зоне «Урал» Второго дивизиона в 1998 году. Лучшее достижение в Кубке России — 1/64 финала в сезоне-1998/99.
Под названием ФК «Синара» клуб воссоздан 5 апреля 2001 года.

## Достижения
- Вице-чемпион России среди любительских команд : 2013[уточнить][1]
- Бронзовый призер Чемпионата России среди любительских команд: 2018[уточнить][1]
- Бронзовый призёр Первенства КФК в зоне Урал: 1992[3]
- 2-кратный Победитель Кубка Чемпионов Урала и Западной Сибири : 2009, 2013
- 9-кратный Чемпион области : 1969, 1970, 1991, 2002, 2011, 2012 весна, 2012 осень, 2015, 2017
- 18-кратный Обладатель Кубка области : 1964, 1970, 1973, 1979, 1981, 1987, 1989, 1992, 1993, 2004, 2008, 2012, 2014, 2015, 2017, 2018, 2019, 2020
- 7-кратный Обладатель Суперкубка области : 2004, 2005, 2012, 2013, 2015, 2016, 2019, 2021

## Рекордсмены клуба
Примечание. Жирным шрифтом выделены действующие игроки.